# Neolamprologus similis
 Neolamprologus similis és una espècie de peix de la família dels cíclids i de l'ordre dels perciformes. És una espècie del llac Tanganyika i passa normalment gran part de la vida a closques. El N. similis té un color cuprós amb ratlles verticals blanques que s'estenen des del cap fins a la base de la cua. Es tracta d'una espècie d'aquari força popular.

## Morfologia
Els mascles poden assolir els 4,3 cm de longitud total.

## Distribució geogràfica
És un endemisme del llac Tanganyika (República Democràtica del Congo)

## Comportament
Els mascles, que acostumen a ser més grans, formen harems de moltes femelles. Els alevins mascles són tolerats fins que creixen i poden esdevenir competidors del pare. Les femelles són sempre objecte d'interès d'altres mascles competidors veïns i poden ser, fins i tot, capturades.
El mascle de l'harem pot nedar al llarg d'un extens territori per tal de protegir-lo d'intrusos (altres mascles), i tots els membres de l'harem s'esforcen per protegir-ne la prole. De fet, tot i la mida, poden arribar a enfrontar-se a altres peixos tan grans com els Tropheus. En tot cas, si el perill és molt gran, s'amagaran ràpidament a una closca propera.

## A l'aquari
Els N. similis poden viure en aquaris tan petits com 40 litres, però poden créixer millor en recipients de majors dimensions, especialment si només hi ha aquesta espècie; tot i així, poden desenvolupar-se molt bé si la resta d'espècies no tenen una mida superior als 10 cm. Els gobis (gèneres Eretmodus, Spathodus i Tanganicodus) són alguns dels companys Tanganyika recomanats, perquè no es fan massa grans i tenen una dieta vegetal.
És millor que no comparteixin espai amb altres peixos que viuen en closques — especialment l'Altolamprologus compressiceps "Sumbu shell", un predador — excepte quan hi hagi territoris ben delimitats amb roques, plantes i altres elements.